# Bartók Rádió
Bartók Rádió (MR3) ist einer von neun staatlichen ungarischen Hörfunksendern, die von der Gesellschaft Duna Média (ehemals Magyar Rádió) betrieben werden.
Sein Namensgeber ist der ungarische Komponist Béla Bartók. Der Programmschwerpunkt ist klassische Musik. Daneben gibt es Sendungen zu Jazz und Literatur.

## Empfang
Der Sender ist auf UKW sowie über Kabel, Satellit und als Internetradio zu hören. Bartók Rádió sendet in Ungarn auf UKW von folgenden Standorten und Frequenzen:
- Budapest 105,3 MHz
- Debrecen 106,6 MHz
- Győr 106,8 MHz
- Kab-hegy 105,0 MHz
- Kékes 90,7 MHz
- Kiskőrös 106,9 MHz
- Komádi 195,1 MHz
- Miskolc 107,5 MHz
- Nagykanizsa 104,7 MHz
- Pécs 107,6 MHz
- Sopron 107,9 MHz
- Szeged 105,7 MHz
- Szentes 107,3 MHz
- Tokaj 105,5 MHz
- Uzd 106,9 MHz
- Vasvár 106,9 MHz